# トロント交通局

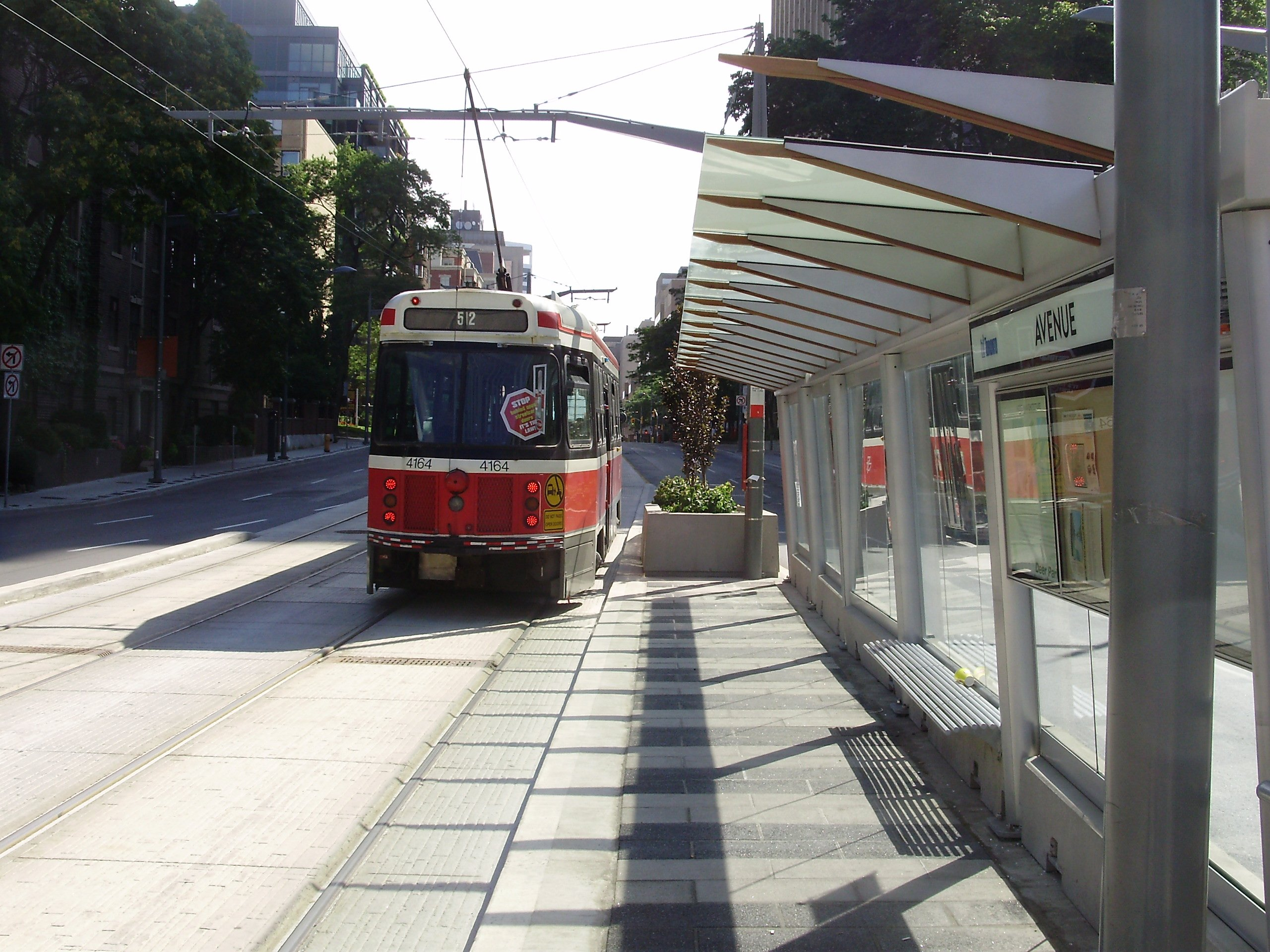
専用軌道を走る路面電車512S St. Clair系統

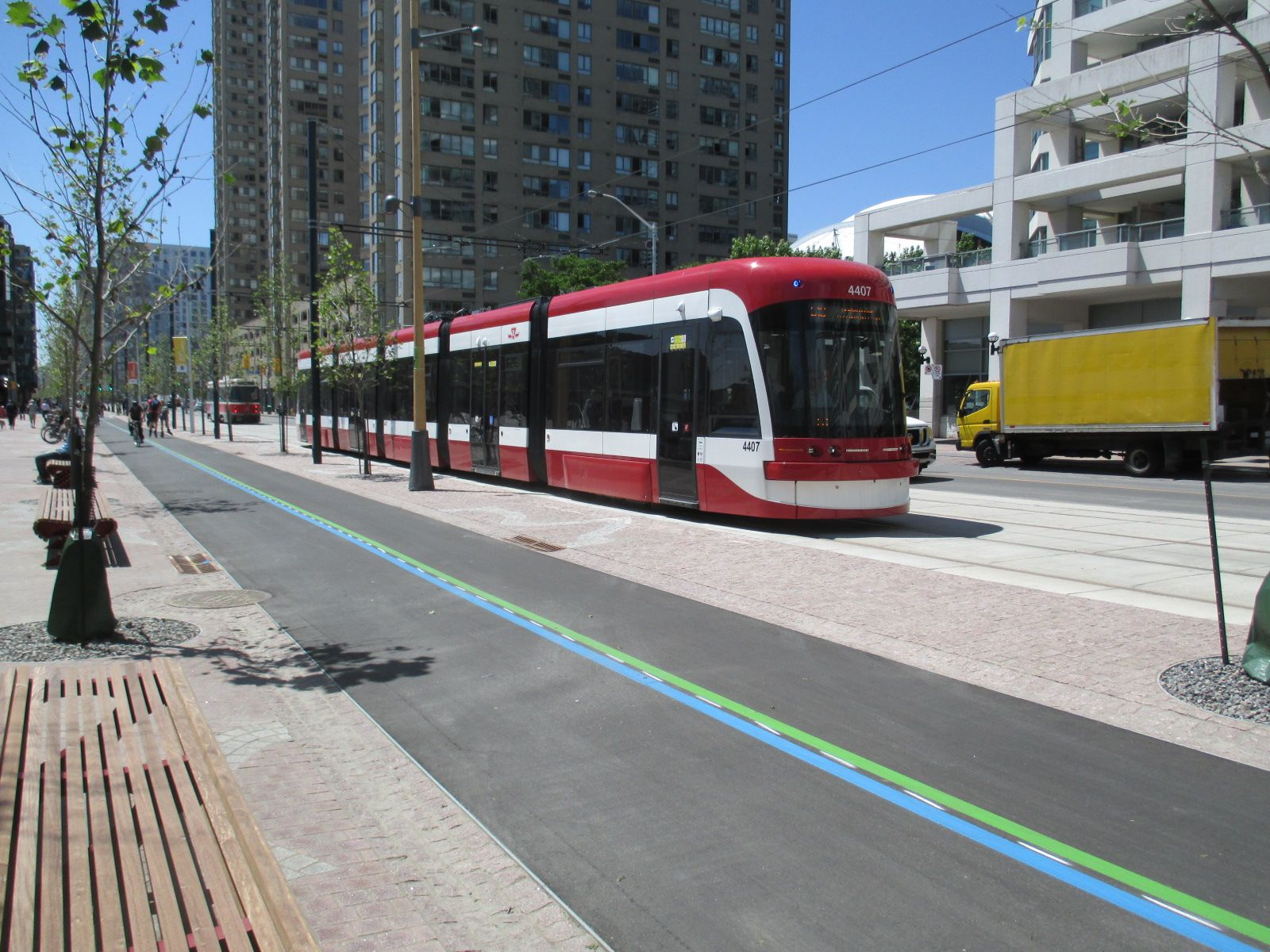
専用軌道を走る路面電車
509 Harbourfront系統

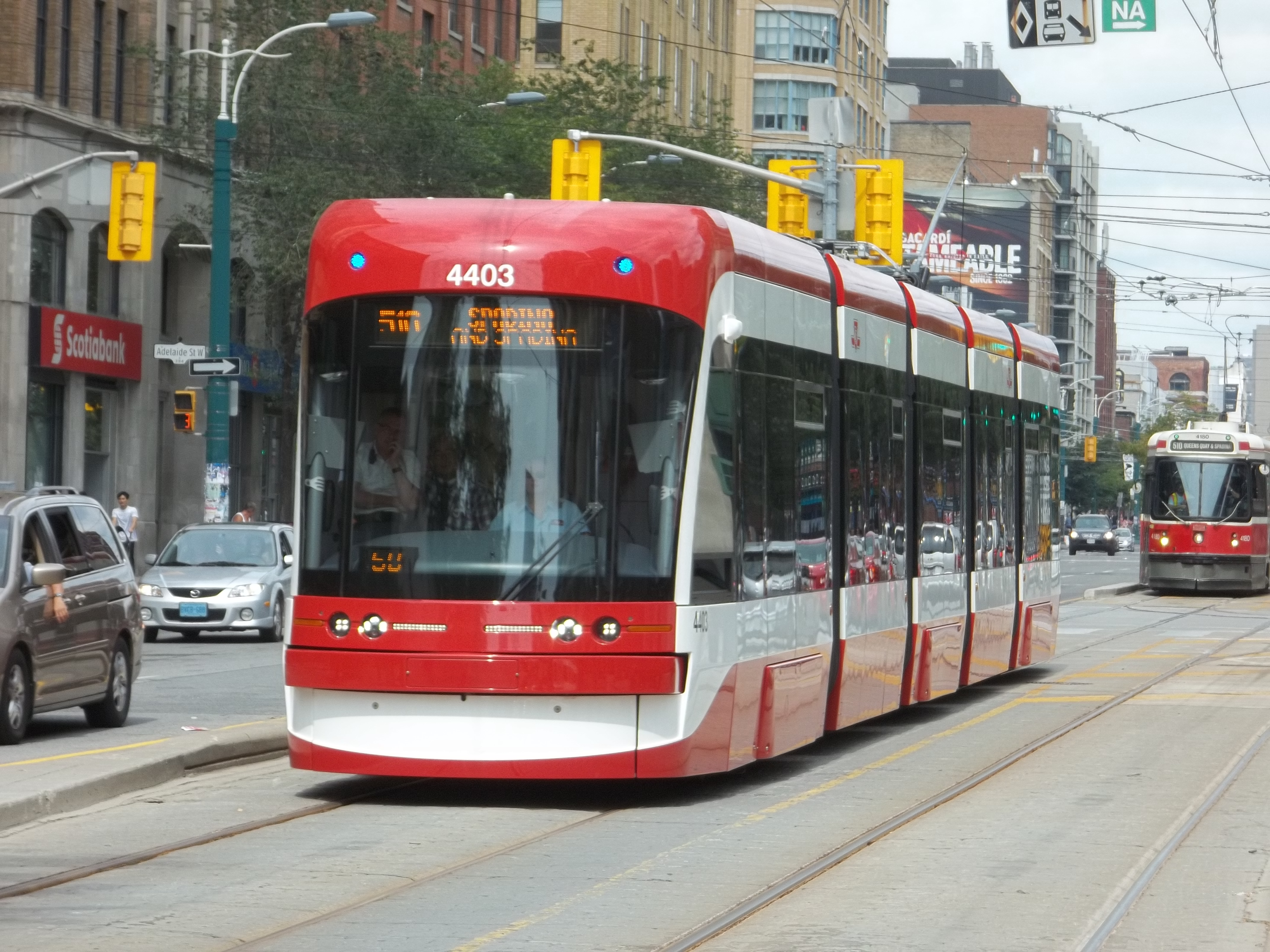
専用軌道を走る路面電車
510 Spadina系統

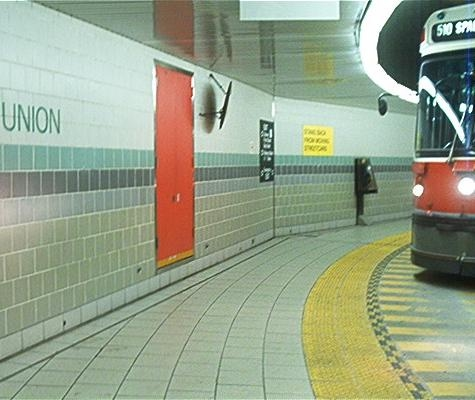
地下駅となる路面電車のユニオン駅

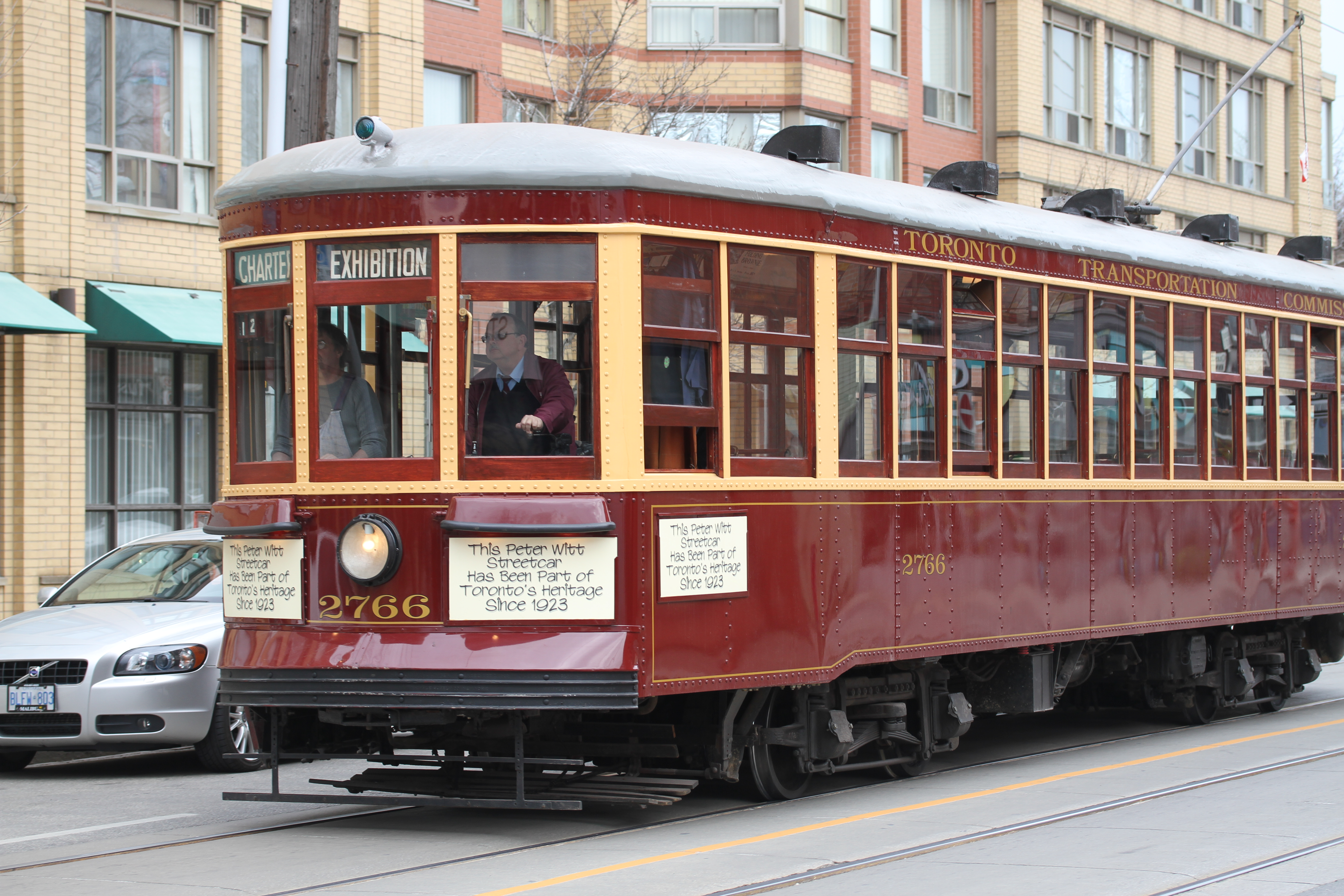
Exhibition系統のPeter Witt製2766番電車。車体前面にCharterの文字が見える。

トロント交通局（TTC、Toronto Transit Commission）は、カナダ・オンタリオ州トロント市内及び近郊で、地下鉄、バス、路面電車、軽軌道鉄道、パラトランジットなどを運営している機関である。1921年に設立され、現在では地下鉄及びラピッド・トランジット合わせて69駅及び149のバス路線をもち、また11の路面電車（ライトレール含む）路線を持つ。平日の混雑時間帯においては、バス、路面電車のうち148路線が地下鉄と接続しており、243ヶ所で乗り換えができる。
規模は北米の中で第3位（1位はニューヨーク市都市交通局、2位はメキシコシティ地下鉄）であり、2012年度第4期においてトロントにおける1日平均の鉄道利用者数は276万人である。そのうち、142万5300人はバス、27万1100人は路面電車、46400人は都市間鉄道、101万1700人は地下鉄を利用している。2013年度の累計利用者数は5億2800万人を見込んでいる。また Wheel-Trans の名で知られる身体障碍者向けの対面サービスも行っており、2012年第4期においては1日で約9800回利用されている。2011年12月末における従業員数は12,449人である。
地下鉄車両は "red rockets" と呼ばれることがあり、これは元々明るい赤色に塗られたGloucester subway carsの車両に由来する（現在は引退している）。この名前は広告などのキャッチコピー "Ride the Rocket" などにも使われており、またエキスプレスバスの中には "Rocket" の名が付くものがあったり、2011年時点での最新鋭の車両には Toronto Rocket と名が付けられていたりと、随所に rocket の名が登場する。他の身近なスローガンとしては"The Better Way"がある。

## 歴史
トロントにおける民営の交通サービスは1850年にはじまった。後に興ったサービスの中には自治体により運営されたものもあるが、1921年に市はそれらを全てまとめ、Toronto Transportation Commission を設立した。その間は主に路面電車が運営されていた。1954年には現在の正式名称となり、初の地下鉄路線を開業し、トロント市内の広大な範囲に路線を拡張した。バスなどの地上ルートは地下鉄のバックボーンとして広く展開されている。2008年9月17日、運行トラブルと微小なメンテナンスを減らすため大幅な設備改善を行った。

### 運行予算
当初より運行費用は運賃収入より賄っている。これは世界恐慌や第二次世界大戦中も同様であり、大戦後路線を拡張できるほどに大量の備蓄があった。1950年代後半になって初めて、人口密度の高くない郊外エリアへのバス路線拡充を目的として、新たに設立されたメトロポリタントロント（現在は合併により消滅）より交通局へ補助金が支給された。
1990年代中盤まで、補助金は州と市両者によって支給されていた。オンタリオ進歩保守党のマイク・ハリスが補助金を打ち切った結果、補助金は市から支給されるのみとなり、1996年2月18日に路線の縮小を余儀なくされた。そのときから交通局は財政難に陥ることとなる。2007年のさらなる路線縮小は見送られたが、トロント市議会は交通サービスを含む行政サービスの拡充のため、新たな税制を敷くことを決定する。結果として、アングロアメリカと呼ばれる地域においては州予算に頼らない交通事業者として最大の規模となった。しかしながら連邦予算については2009年初頭よりそれを財源として賄われている状況である。トロント交通局は北アメリカの中でも運行費用が高価な部類に入っており、2011年度には14億5000万ドルの運行費が見積もられている。運行費のうち、運賃収入によって賄われる比率は約70%であり、残りの3割位は市によって支出されている。2009年から2011年までの間、連邦予算、州予算が占める割合は0%である。これに対しモントリオール地下鉄において運行費の1割はケベック州予算より支出されており、オタワにおけるライトレールも州予算の9%を運行費として受け取っている。市民の中には、優先的な補助金支給の公平性について疑問を持つ者もいる。

### 年表
1. ↑  “Transit History of Toronto”. 2013年4月9日閲覧。
2. ↑  Metropolitan Street Railway
3. ↑  Toronto and Scarboro' Electric Railway, Light and Power Company
4. ↑  Toronto and Mimico Electric Railway and Light Company
5. ↑  Schomberg and Aurora Railway
6. ↑  Toronto Civic Railways
7. ↑  North Yonge Railways
8. ↑  Del-Ray Coach Lines
9. ↑  West York and District Bus Service
10. ↑  West York Coach Lines

    = 民営乗合馬車路線
    = 民営馬車鉄道路線
    = 民営電気鉄道路線
    = 民営バス路線
    = 民営船舶（フェリー）事業
    = 公共電気鉄道路線
    = 公共バス路線
    = 公共交通機関

## ラピッド・トランジット

2014年の地下鉄路線図

トロントにおける地下鉄及びラピッド・トランジットシステムは、4路線（ヤング・ユニヴァーシティ・スパダイナ線、ブロア・ダンフォース線、スカボローRT、シェパード線）が運行されている。

## 路面電車

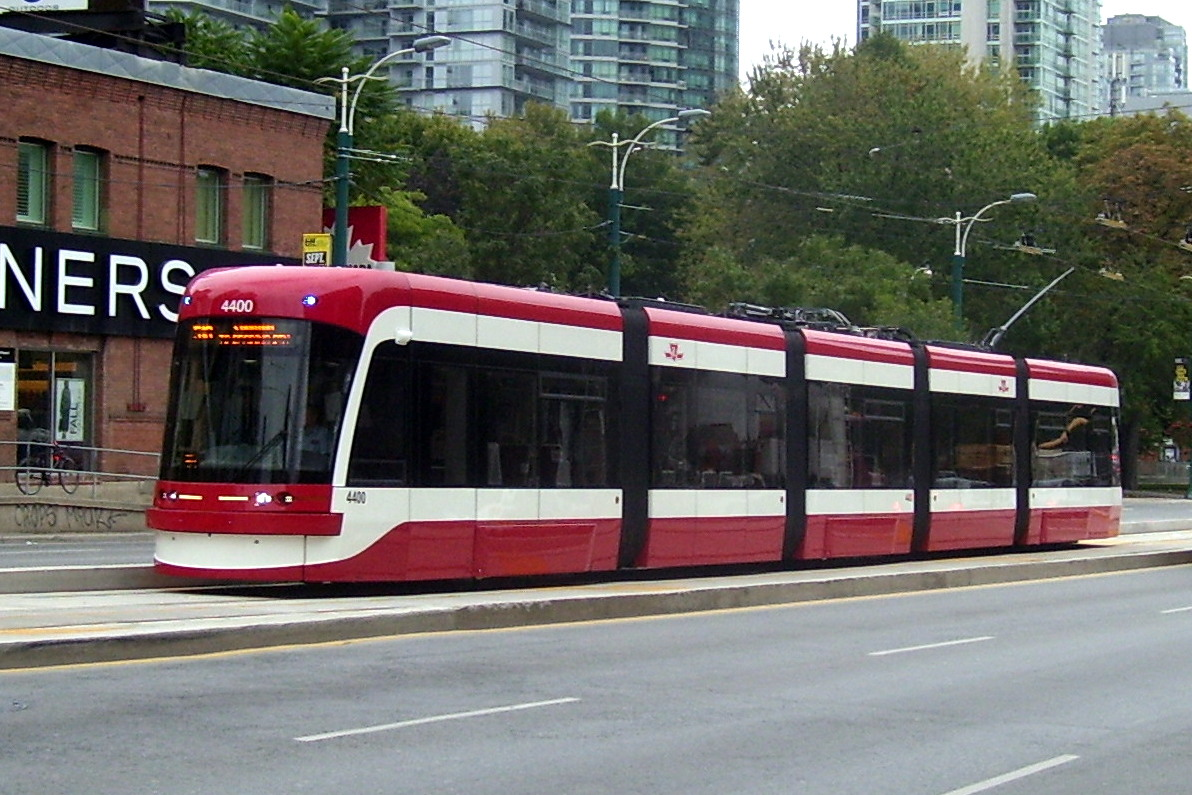
路面電車の最新型車両 2両のフロート車体を持つ5両編成。

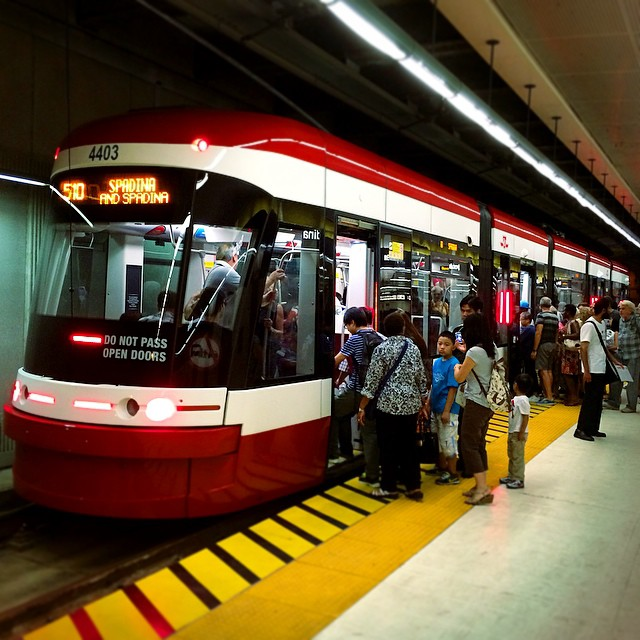
地下にあるスパダイナ駅乗り場

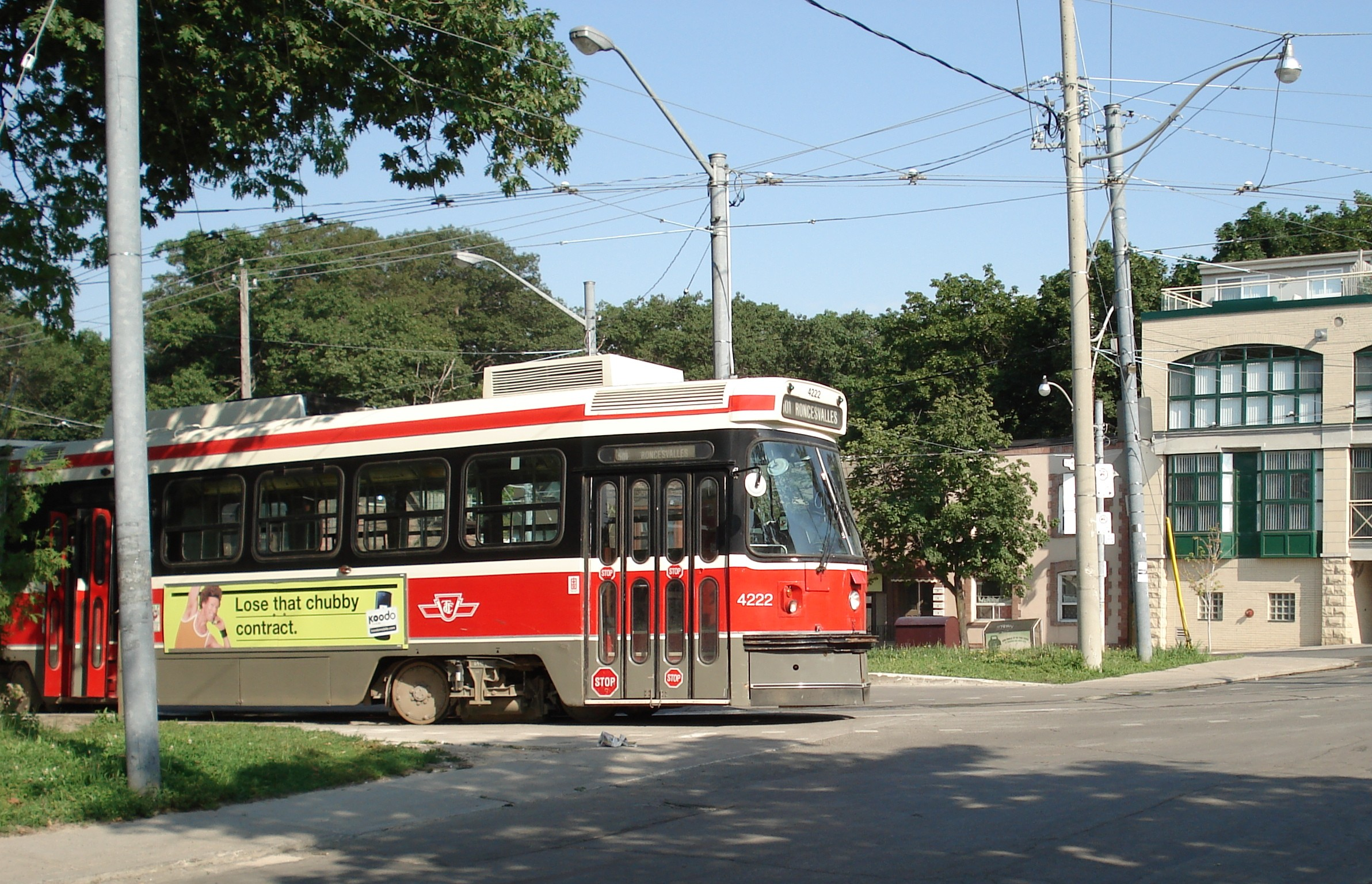
ネヴィルパークループを出る501系統路面電車

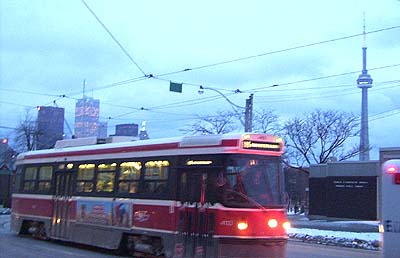
ダンダス通りを走るトロント交通局の路面電車

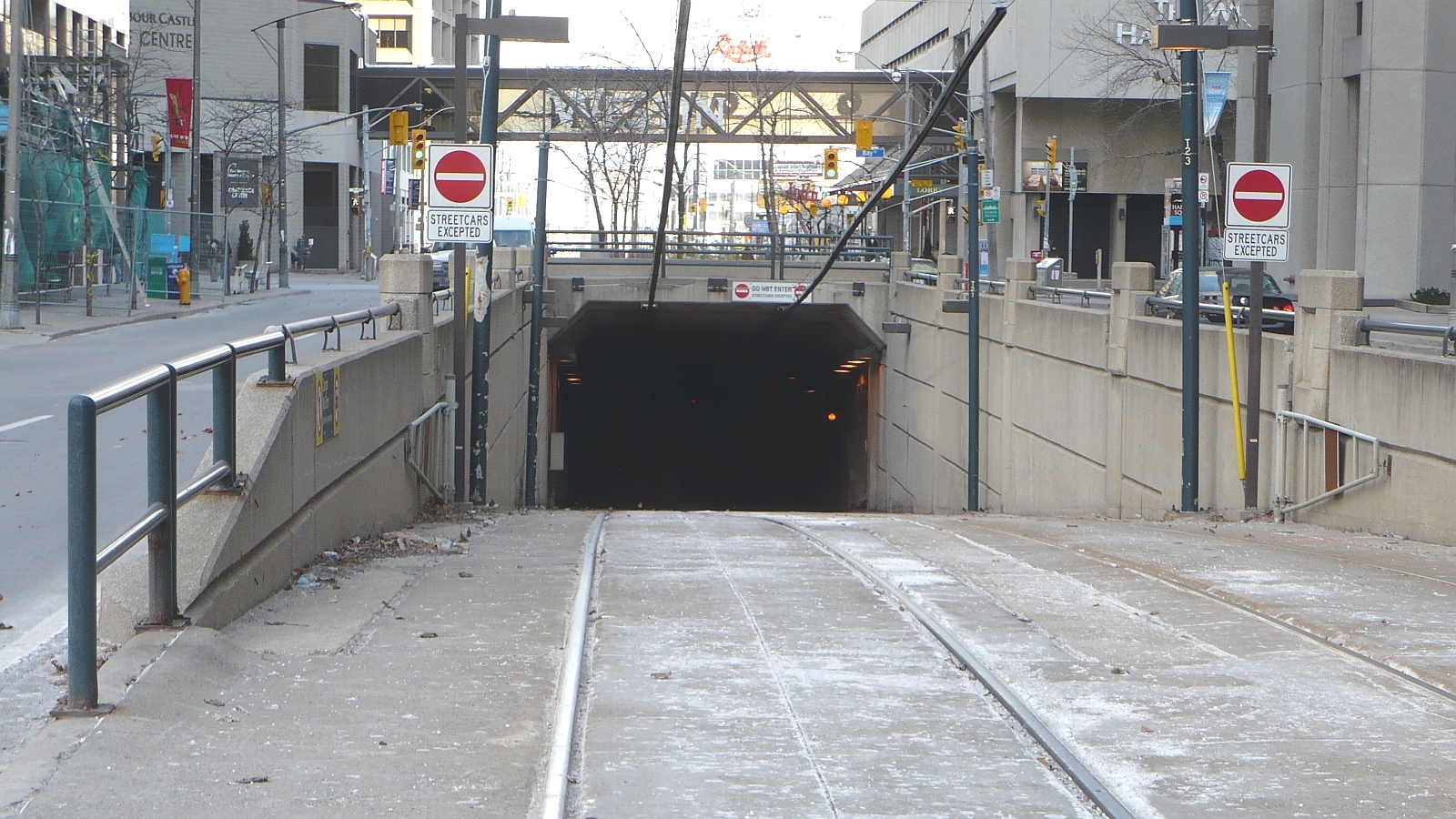
クィーンズキー駅へのトンネル入口

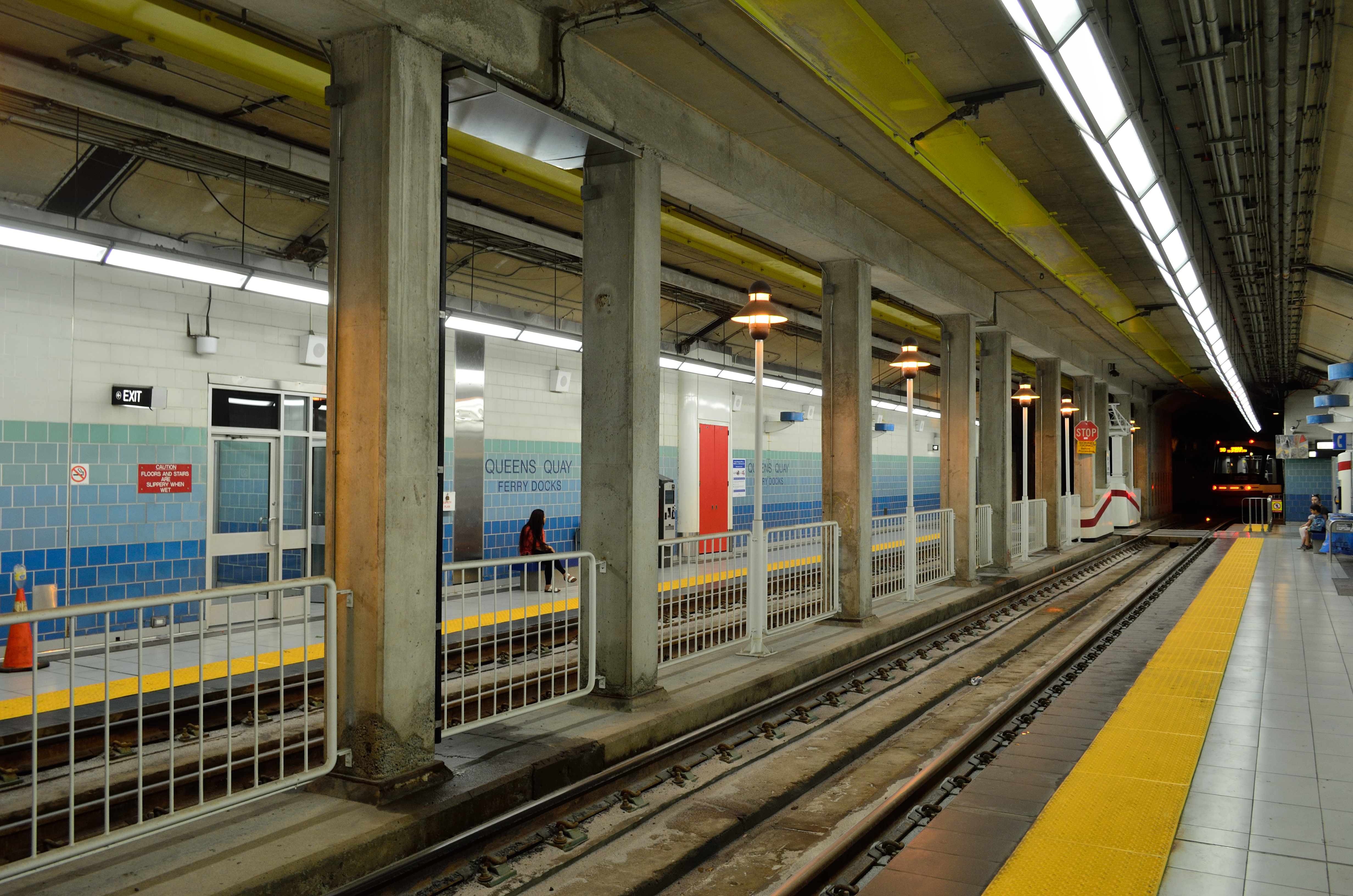
路面電車のクィーンズキー駅は地下駅

トロントの路面電車（streetcar）は北米でも数少ない現存する路面電車のひとつであり、 軌道延長304.6km、路線延長82km、11系統の路線が運営されており北米では最大級の規模を誇っている。19世紀中旬の1861年より、馬車による運行を開始し、電力での運行は1892年より開始された。全ての路線で架空電車線方式の直流600Vである。路面電車は現在市街地中央部に集中し、1940年頃からその他の地域はバスなどの他の方式にとって変わられた。オンタリオ湖岸より6km北のセントクレア通り（St. Clair Avenue）以北の路線は運営されていない。全ての車輌はPCCカーであり、765台は運営されている。そのうち540台は新規に購入され、残りは他都市から中古で購入したものである。一部の路線では連接車両を用いた2両編成で運用されている。
主要な拡張は2007年3月16日より、路面電車の高速化を目的として、路面電車専用の線路を作るために トロント市と交通局によって始まった。同年11月には、車輌に次の停留所を案内する自動放送システム、地上車輌自動停留所案内システム （SVASAS、Surface Vehicle Automatic Stop Announcement System）が設置された。また同時に停留所名を自動表示するLEDも運転席の後ろに設置された。2013年現在、ほぼ全ての車輌に設置が完了している。同年10月には、オンタリオ州人権委員会によって（自動放送システムが稼働していない場合を含めて）目の不自由な乗客のために音声で停留所を案内しなければならない旨が制定された。
2013年現在、全ての車輌のうち248台は寿命が近いことから、204台が新車として置き換えられることが決定している。新車両は全車が超低床電車であり、最大8%の傾斜があり、最小でおよそ11メートルのカーブが（主にループ線として）点在し、1,495mmという特殊な軌間（国際標準軌は1,435mm）を持つ他に類を見ない路線に対応させるために、1台あたりの値段がかなり高額である。入札により新車の製造はボンバルディア・トランスポーテーションが行うことが決定し、現在ボンバルディアが持つ型式"Flexity Outlook"をカスタマイズし、制定基準の75%をクリアすることを目指している。営業運転開始は早くて2014年である。現在実際に路面上で試験走行が多数なされており、バサースト通りの試験走行は問題なく終了している。新車両はまず510 Spadina系統に充てられることが決定している。車輌の製造ができ次第、他の路線にも拡充する予定である。全ての路線に新車両が行き渡るのは2018年を予定している。
Peter Witt製の旧型式1台と、2台のPCCカー合計3台をチャーター用として保有している。ただ、2009年と2010年の夏、5月からLabour Dayの間、週末に509 Harbourfront系統にその2台を営業用車輌として充てたことがある。（それ以前はうち1台が営業用として運用されていた。）
路面電車であるが、3つ路線（510Spadina系統、509 Harbourfront系統、512St.Clair系統）は専用軌道区間がありLRTに近い路線となる。地下鉄との乗換駅となるユニオン駅、スパダイナ駅、セント・クレアウエスト駅とクィーンズキー駅は地下駅となっている。今後、徐々に専用軌道区間を増やしていく計画である。

## バス

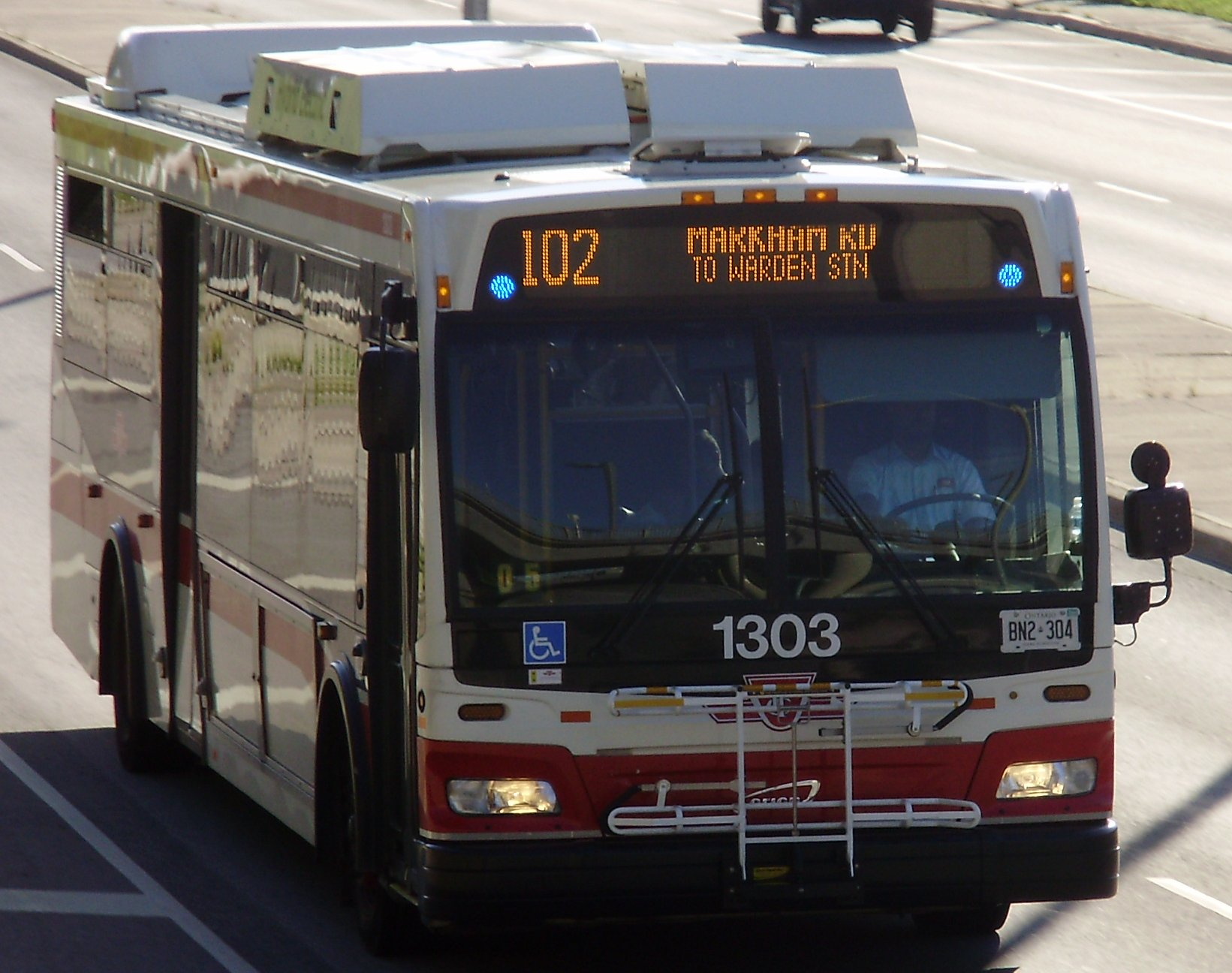
低床ハイブリッド車で運行している102 Markham Rd系統

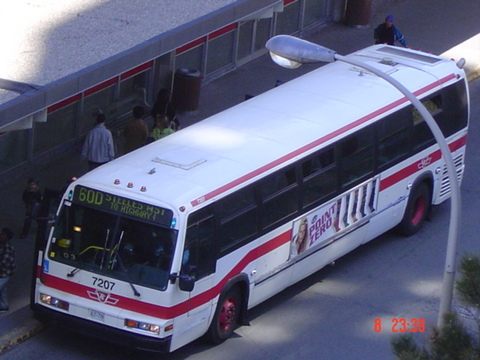
トロント交通局のバス車両（現在は引退）

トロント交通局の中でバスの運行は今日大きな割合を占めているが、1960年以前はもともと路面電車に比べ比較的小規模の運行を計画していた。1921年に路面電車が運行していない地域でバス営業を開始した。1947年に多くの路線でトロリーバスの運行も開始したが、1991年から1993年の間にトロリーバスは通常のバスにすべて変更された。近年、何百台もの旧型バスが新型で低床型のオリオンVIIに置き換えられ、また500台以上のハイブリッド・バスも購入されている。
トロントのオリオンVII型バスのほとんどは「パン箱」型の標準タイプだが、最近のハイブリッド・オリオンは新型でスタイリッシュな車体である。導入はニューヨーク市につづいて2都市目となった。ほとんどの旧型バスは新型に置き換わったが、一部のリフト付き高床型は寿命が来るまでしばらく使用され、2012年頃に新型注文が必要となる。
運用台数は2,031台で、北米の中ではニューヨーク市（6,263台）、ロサンゼルス（2,911台）に続き3番目に大きい規模である。
Wheel-Transと呼ばれる、身体障碍者向けの小規模輸送（パラトランジット）も行っており、特殊な底床車輌を使用して車椅子を使用していても簡単に乗り降りできるようになっている。
新型車両として27台の連節バスを導入する予定である。このバスは"Artics"（英語での「連接」をもじったもの）と呼ばれ、2013年秋に運行を開始する。車体は60フィート（18メートル）であり、一般の40フィートバスの乗車定員が65人であるのに対し、新型バスの乗車定員は112人である。

### グレイ・コーチ
グレイ・コーチ・ライン（Grey Coach Lines）は郊外及び地域都市間バスとして、トロント交通局が1927年に営業開始した。トロントと南オンタリオ各都市を結ぶ運行サービスの他、グレイ・ライン・ツアーと共同で観光バスを運行している。
メイン・ターミナルはトロント中心地のエリザベス・ストリートにあるトロント・コーチ・ターミナル（メトロポリタン・トロント・バスターミナル）。
1954年に、トロント交通局と合併しなかった独立系の地域バス会社を買収し、グレーター・トロント全域に営業地域を拡大した。1980年代にはグレーター・トロントの都市間運行では地域のバス会社と熾烈な競争となり、トロント交通局は1990年に、グレイ・コーチ・ラインを売却した。

## サービス

### 運賃

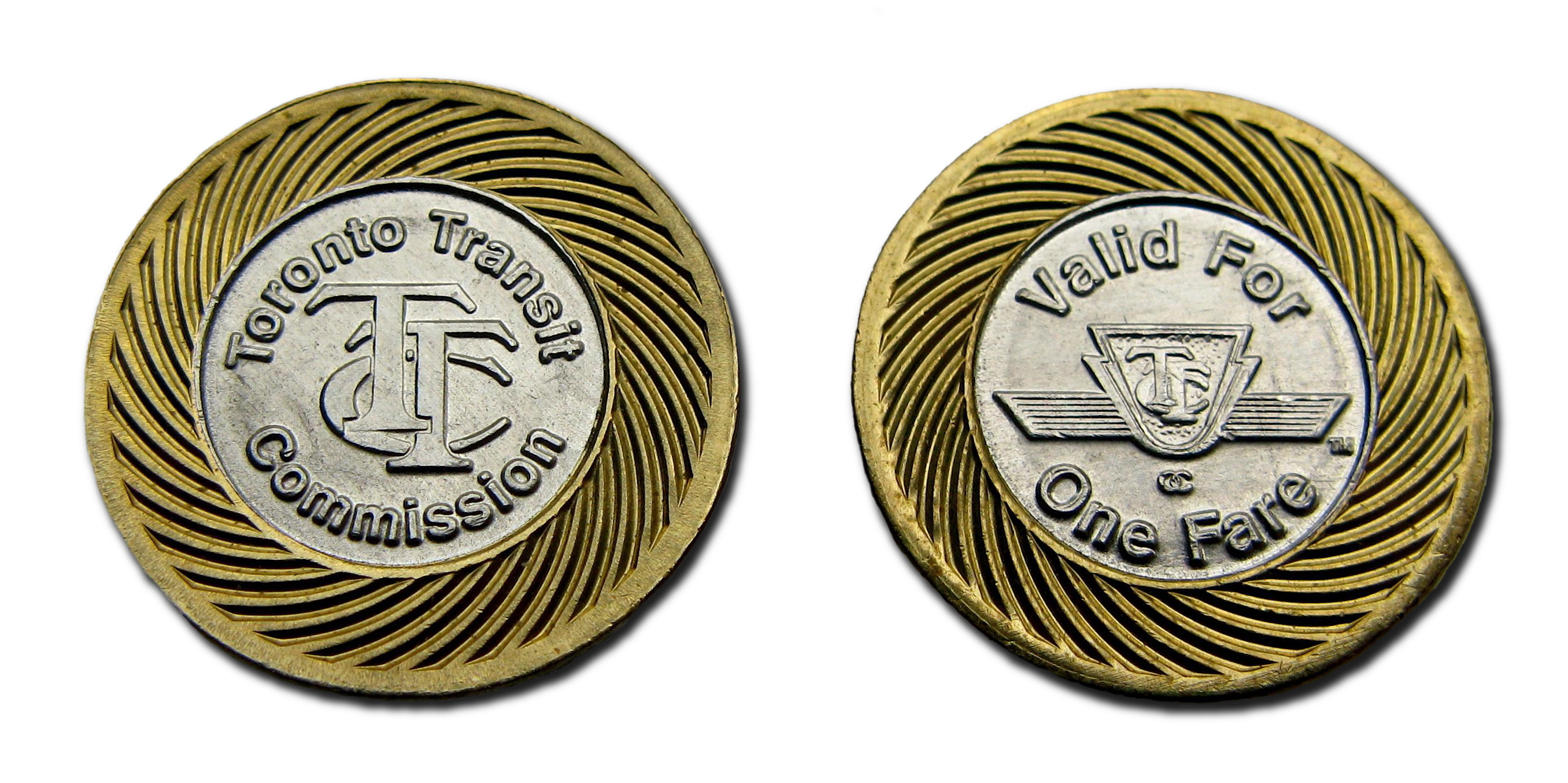
片道乗車用トークン（左から表と裏）

運賃は現金、チケット（13歳～19歳のユース用と65歳以上のシニア用）、トークン（片道用/2025年運用終了）で支払うことができる。前売りのパス（1日券や1か月定期券）も使用することができる。開業当初から長らく片道3ドルで、変更されていないなかったが近年値上げされた。またかつて販売されていたトークンについては以前は1枚あたり2.5ドルだったが2010年に2.6ドルに、2013年には2.65ドルに値上げされた。窓口あるいは自動販売機で3枚、7枚セットで販売されており、1枚で片道のみ有効であったが2019年末頃に発売終了となった。トークンは払い戻し不可であるがTTCでは2025年6月1日まで利用できる。
歴史的に見ると、交通局の運賃の価値は、1990年から続くインフレのスピードより早く上昇を続けており、消費者物価指数が1.8％上昇しているのに対し、トークン1枚当たりの価値は4.5％上昇している。そのため皮肉にも、トークンを投資に用いると仮定した場合、貯蓄用銀行口座よりも利回りが良いという状況になっていた。この運賃価値との不均衡は、州予算の廃止や、大きく団結した被雇用者などに起因するとされている。なおTTCでは12歳以下の乗客は無料で乗車できる（PRESTOカードに生年月日が登録してる場合は運賃が引き落とされない。PRESTOカードを持っていない場合は係員に申告して改札を通過する）。ユース・シニア料金（Post-Secondary生含む）で乗車する者は年齢確認のため顔写真付き身分証明書の携帯が必要である。また一部駅の窓口でPRESTOカードに生年月日を登録することによって自動的に割引料金で乗車可能である（外国人や非トロント市民も対象である）。
| Type of Fare                                                        | 大人    | ユース・シニア      |
| ------------------------------------------------------------------- | ------- | ------------------- |
| 現金 (片道)                                                         | $3.35   | $2.40 (シニア$2.30) |
| タッチ決済 （クレジットカード・デビットカード）                     | $3.30   | N/A                 |
| PRESTOカード利用時 (片道)                                           | $3.30   | $2.35 (シニア$2.25) |
| PRESTO Ticket (1回券)                                               | $3.35   | $3.35               |
| PRESTO Ticket (2回券)                                               | $6.70   | $6.70               |
| PRESTO 1日券                                                        | $13.50  | $13.50              |
| メトロパス（1ヶ月）                                                 | $156.00 | $128.15             |
| 12ヶ月パス（ひと月当たり）                                          | $143.00 | $117.45             |
| ウィークリーパス（1週間）                                           | 廃止    | 廃止                |
| Fair Pass Transit Discount Program （低所得者の市民向けの割引運賃） | $2.10   | N/A                 |
| Fair Pass Transit Discount Program (上記対象者向けの定期券版)       | $123.25 | N/A                 |
| Post-Secondary Monthly Pass （高等教育を行う学生向けの定期券）      | $128.15 | N/A                 |

・PRESTOの乗車履歴やカード残高、カード情報については専用のWEBサイトで閲覧可能である。
乗り換えは片道区間に限り無料であり、乗り換え場所も広く指定してある。乗り換えは同一の駅・停留所で行う必要があり、一部区間を除いて異なる停留所での乗り換え（1停留所歩く等）は認められていない。乗り換えチケットは運賃を支払った駅、または車輌で受け取る必要があり、乗り換え場所で発行されたものは使用することができない。また紙の切符・PRESTO問わず2時間の時間制限がつく。2時間を超えた利用分については再度運賃を支払う必要が生じる。(2時間は乗り放題扱いのため最初にPRESTOカードをタッチして運賃を引き去ってから2時間は再度カードをタッチしても運賃が引き落とされないようになっている。残り時間はタッチした時の画面上に表示される。)
新しい非接触ICカードを使用した運賃収受システム"PRESTO"が州運輸省によって発表された。このカードはGTAにまたがって利用でき、2007年よりユニオン駅で運用が開始されている。その後はドンミルズ駅、ダウンズビュー駅、フィンチ駅、イズリントン駅で2010年より運用が開始されている。ヨーク地区交通局やGOトランジットなどは運賃収受にPRESTOのみを使用する駅を所有しているが、トロント交通局はそれに同調することはしないとしているなど交通局自体はPRESTOに対する投資に消極的であると発表している。しかしながら今後5年前後をめどに、全ての駅にPRESTO関連設備を導入するとしていることを検討している。
偽造されたトークンやパスを検知する新型の運賃箱を2011年末頃までに地下鉄、バス、路面電車に設置したいとしていた。このシステムにより年間100万ドルほどにもなる被害額をほぼ無くすことができると発表されている。設置には5,300万ドルほどかかり、概算すると設置のための予算を確保するためには少なくとも5年は掛かると見積もられた。新しい運賃箱はPRESTO読取設備を持っていないことから一時しのぎの措置であり、対応改造あるいは交換が必要になる可能性がある。現在は一部のバス路線で試験的に運用されている。

### ダイヤ・経路情報
経路の情報はインフォメーションセンター(+1-416-393-INFO)に電話することで知ることができる。ダイヤについてはインターネット上でTTC.caにアクセス、また2010年10月からはグーグルマップの乗り換え案内でも経路案内をサポートしている。2010年2月3日よりオンラインの検索に対応し、住所、主要な交差点、ランドマークなどをコンピュータに入力することによって経路を表示することができる。ただし、運用当初よりベータ版である。幾つかバグがあったが、現在は修正されている。一部のダイヤについては乗り換え地点のバス停に掲示してあり、上記の電話番号で検索してもらうこともできる。
沿線案内や安全に関係する情報については"What's On"や"Rocket Rider/TTC Customer News"と言ったパンフレットを見ればよい。いくつかの車輌に設置されている。これら全ての情報についてはデイヴィスヴィル駅のTTC本社で直接聞くこともできるが、以前ブロア駅にあったTTCインフォメーションセンターは閉鎖された。
2008年12月15日、初めて「次発車輌案内システム」Next Vehicle Arrival System (NVAS)が到着予定時刻を知らせるために、スパダイナ通りとハーバーフロント通りの路面電車停留所に設置された。それぞれスパダイナ駅とユニオン駅にLED電光掲示板が設置されており、そこに次発の列車の到着時刻が表示されるしくみである。そのうちスパダイナ駅には同時に510系統の路面電車全ての到着予定時刻が表示される液晶モニターも設置された。到着時刻は路面電車に設置されているGPSにより計算されている。一方地下鉄では、ほとんどの駅にOneStopメディアスクリーンと呼ばれる、次発列車の到着予定時刻に加え天気や時間、ニュースなどの情報を表示させるモニターがあり、古く時代遅れの"地下鉄オンラインシステム"の機能を置き換えている。2011年の中頃までに、全てのバスと路面電車車輌に先述の追跡システムが設置され、インターネットとSMSにより列車到着までの所要時間を確認することができるようになった。

### バリアフリー・ユニバーサルデザイン

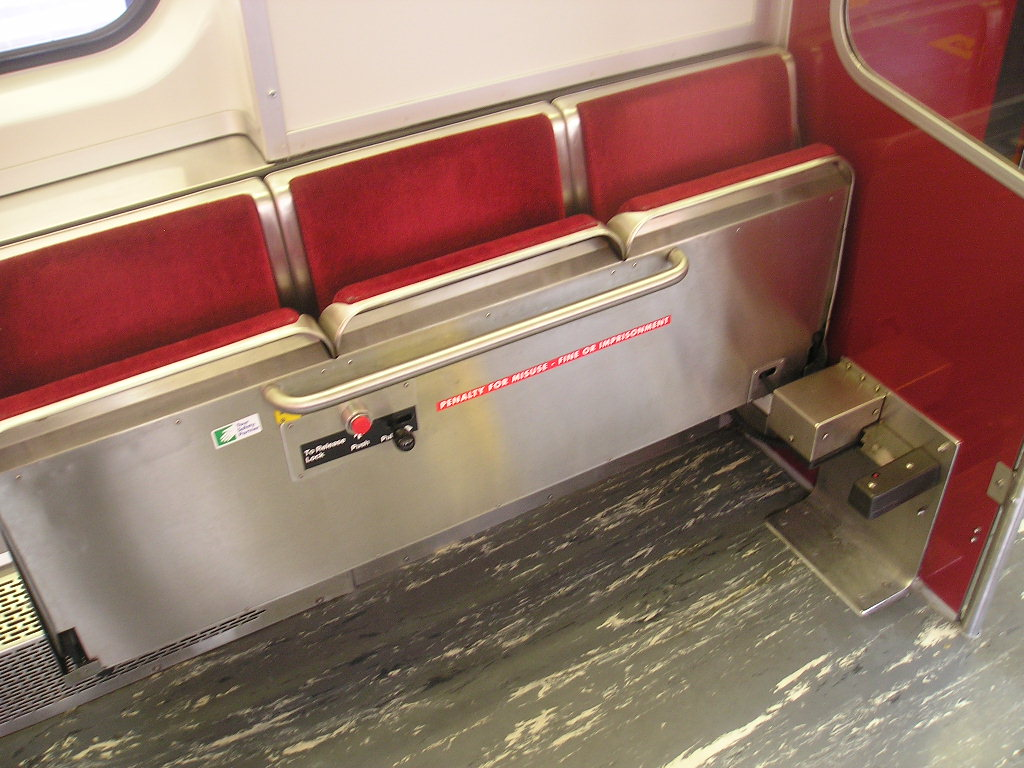
車椅子スペースの椅子を跳ね上げた状態

Wheel-Transとして1970年代から身体障碍者向けの対面サービスを行っている一方で、1990年代から、バスを含む各路線においてバリアフリー化をすすめている。シェパード線を除く地下鉄とスカボローRTにおいて全68駅中29駅でしかバリアフリー化が進んでいない（シェパード線は全駅が車椅子で利用可能である。）バスにおいては2011年の12月に車椅子に対応していない車輌が全て引退したことを受けて全ての路線が車椅子のまま利用可能になった。なお、路面電車路線はバリアフリーではないものの、2020年までに車椅子に対応した低床電車を導入する予定である。
路上を走る系統には全て地上車輌停留所案内システム"Surface Vehicle Automatic Stop Announcement System" (SVASAS)が2008年2月より設置されており、音声により次駅の案内がなされる。(例："Next Stop: Yonge Street, Queen Subway Station.")またLED電光掲示板も次駅案内用に設置されている。2007年10月25日にオンタリオ人権委員会が、聴覚弱者のためにオンタリオ州を走る全ての公共交通機関（GOトランジット含む）において音声で全ての停留所を案内しなければならないという声明を発表した。もし音声による案内がなされない場合は、委員会規則により、聴覚弱者の権利を侵害しているということになる。

## 安全に関する取り組み

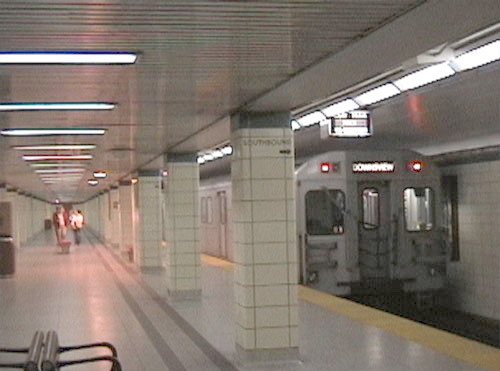
地下鉄の駅構内。オレンジ色に光るのがDWA。

- DWA

全ての地下鉄の駅のホームには、DWA(Designated Waiting Areas)という場所が用意されていて、そこにいると、確実に防犯カメラの視界内にいることができる。また、この一角は安全の為に、照明が少し強くしてあり、更に係員呼出し用インターホン、公衆電話やベンチなどが設置してある。
- リクエストストップ・プログラム

21:00 - 5:00の間は、バスに一人で乗る場合、運転手に降りたい場所を告げると、停留所以外の場所でも下ろしてくれるRequest Stopというサービスがある。これは1991年に大量強姦殺人事件が発生したために設けられた。当初は女性のみが対象だったが、2011年10月13日に世論からの要望や、ついにはLGBTQ権利団体のQueer Ontarioからの要請により、必要であれば全ての乗客がリクエストストッププログラムを使えることになった。（深夜以降はバスの路線はBlue Night Networkという特別な路線に変わるため、すべてのバス路線が24時間営業しているわけではない。）
- Passenger Assistance Alarm

車内の窓枠のところにある、黄色い帯になっている場所を押すと、非常ベルを鳴らすことができる。火災の時、急病人が出た時、痴漢に遭った時などに押すことができる。押すと電車は緊急停止し、他の列車に遅れなどの影響を与える。そのため、事態が緊急でない場合は使用せず、駅員に伝えるようにアナウンスされている。1977年から設置されている。
- ラッシュアワーにおける安全対策

朝と夕のラッシュアワーには、主要な駅に救急車を待機させ、万一急病人が出たときに迅速に対応できるようにしている。これはラッシュアワーにおいて遅れを最小限に留めるための対策でもある。
- 緊急停電システム

青いランプで場所が示されており、ホームの両端に設置されている電話で司令室の専用番号（3555）をダイアルすることにより、駅と線路の電気を遮断させる。
- 緊急停車システム (PGEV - Passenger/Guard Emergency Valve)

緊急時（開扉のまま、手荷物が挟まったまま発車したり、脱線などの深刻な緊急事態の際に列車を止めるためのレバー。全てのラピッド・トランジットの路線に設置されている。
- 約12,000台の監視カメラが駅、車内（バス・路面電車含む）に設置してある[34]。
- 地下鉄アラート

犯罪と犯罪者情報についてOneStop画面で利用者に伝える。広告画面に安全性を高めるためのお知らせが流れることもある。
- 交通局警備隊

## 設備

### 終点設備

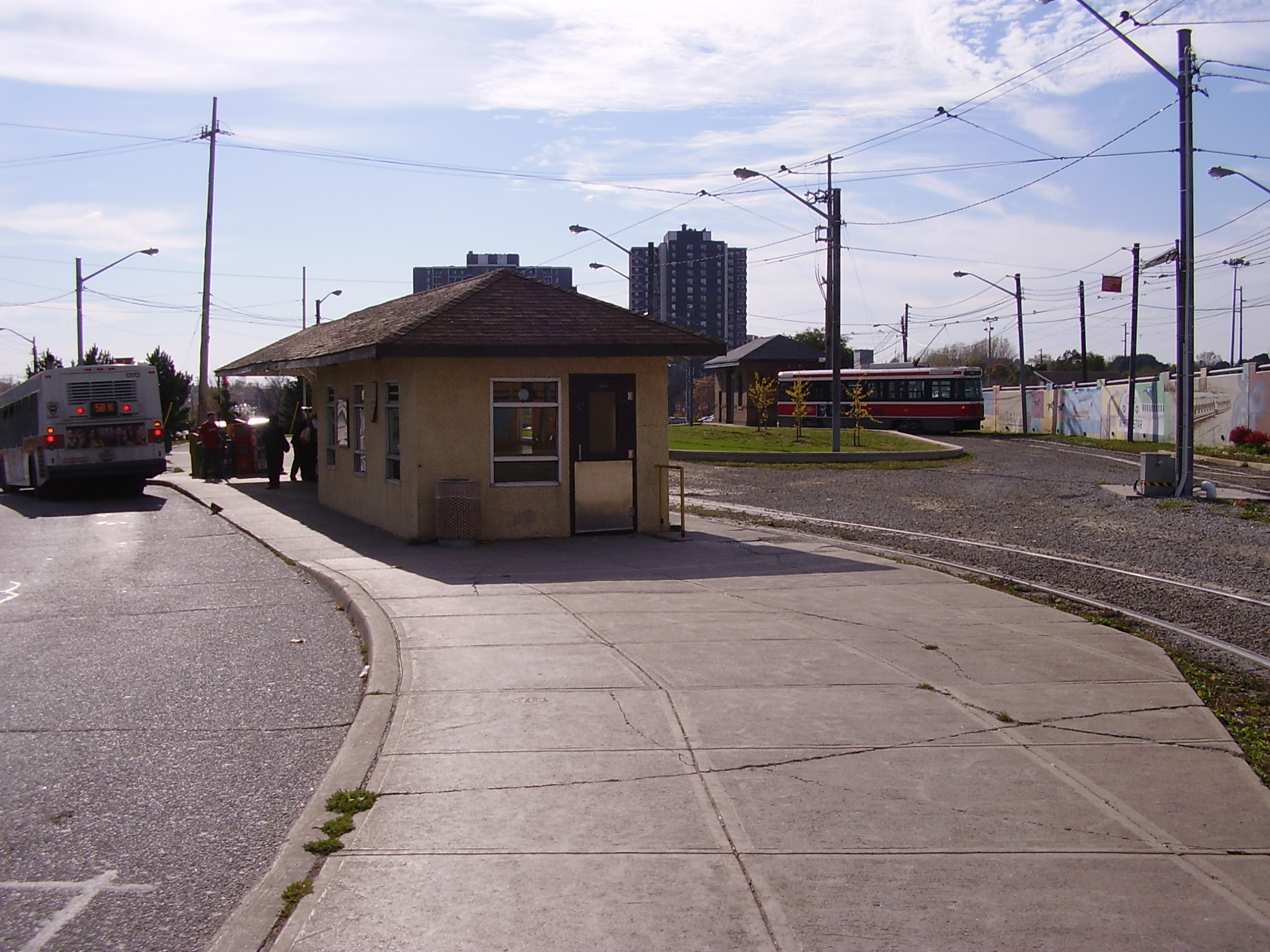
西側からロングブランチループ線を望む

ほぼ全てのストリートカーの終点はループ線になっており、道路のすぐ横や地下鉄駅内にある。駅構内など、改めて改札を通る必要のない乗り換えが多くできる交通機関は、カナダの中では珍しい。この場合、後ろの出口専用ドアからも乗り降りができる。これによって、乗り換えチケットコストの削減や、Proof-of-Payment（いくつかの道に面した停留所で、有効な乗り換えチケット（運賃ではないことに注意）を持っていれば、後ろのドアからも乗車できるシステム）で必要となるチェック人員を削減している。いずれの場合も、無賃乗車や不等な運賃で乗車した場合は、乗務員や警察に寄って最大500ドルの罰金が課される。
以下のループ線は、地下鉄駅よりも大きなつくりとなっている:
- Bingham Loop
- Humber Loop
- Long Branch Loop (Long Branch GO ステーションに接続)
- ヨーク大学（ヨークレーンズショッピングセンター前）

その他、以下のループ線がある:
- Neville Park Loop
- High Park Loop
- Woodbine Loop
- Earlscourt Loop
- Fleet Loop
- Gunns Loop
- Exhibition Loop

### 停留所

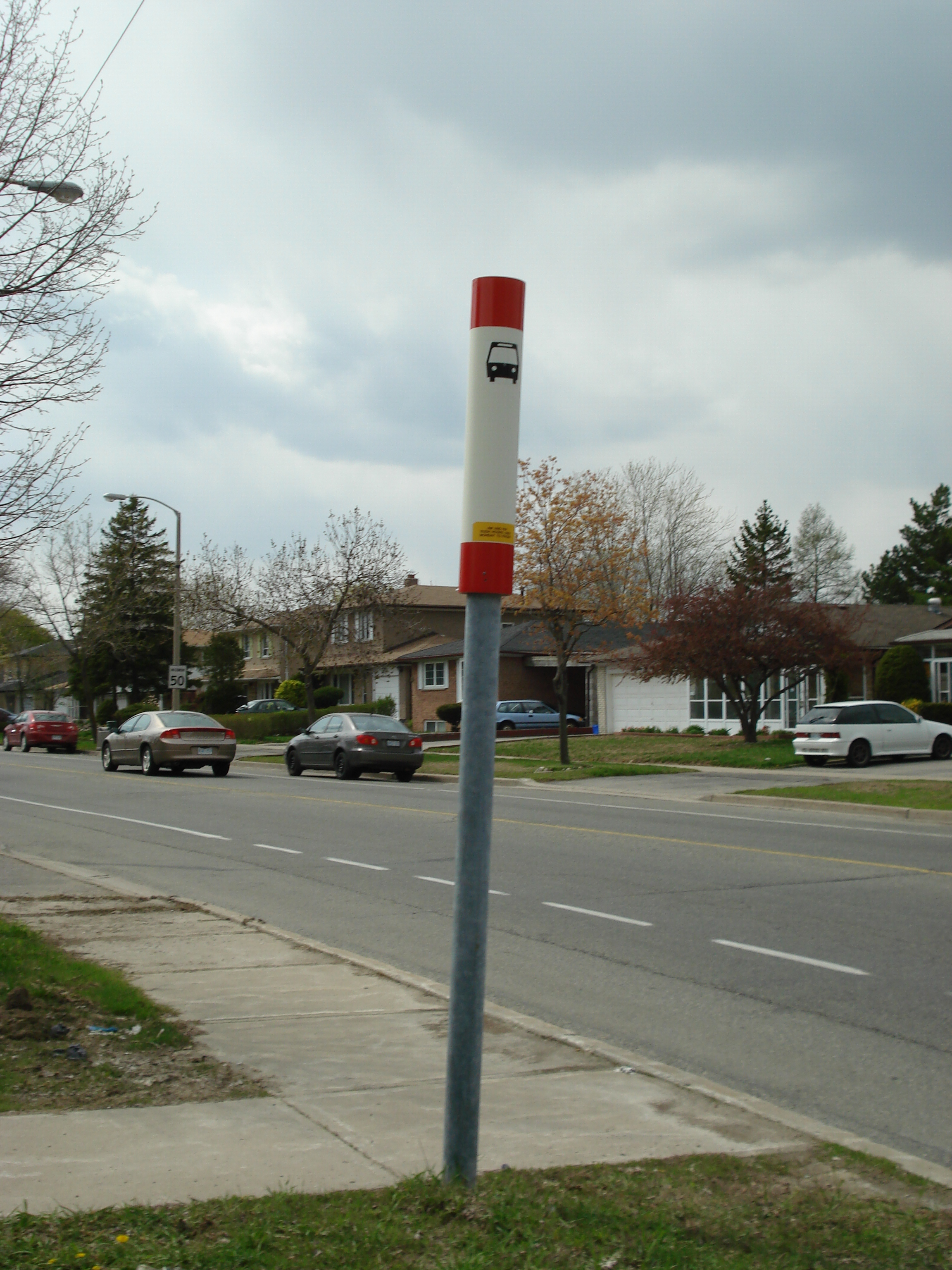
標準的なバス停の例

バスの停留所は単純なポールのみから成るものが多いが、そのほかにも屋根付きの停留所がカナダの広告代理店であるアストラル・メディアとトロント交通サービスによって路面電車・バスの路線上に設置されている。アストラルメディアが設置している停留所は広告付きで入り口以外は完全に閉鎖されているものと、広告無しで屋根のみのものの2種類がある。合計では4,100の屋根付き停留所がトロント交通サービスによって管理されており、そのほとんどはトロント市の交通部署によって作られたものである。

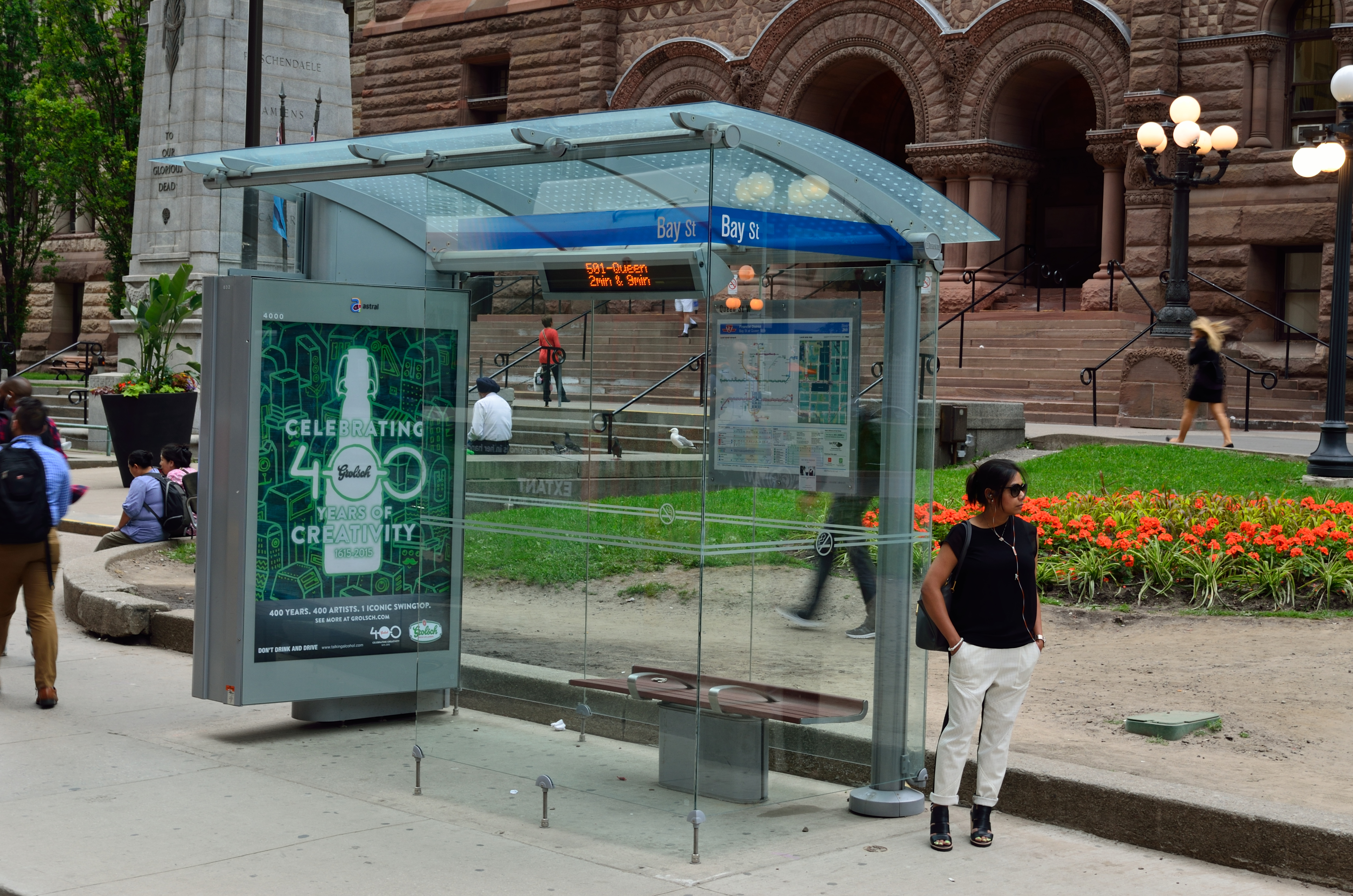
標準的な屋根付き停留所

市内で見かける屋根付き停留所には以下の4タイプがある。:
- Kramer Design Associates Ltd製、カンチレバーのアーチ型屋根 - 2013年11月現在このタイプの設置が進んでいる。
  - カンチレバーのアーチ型（道路側のみに壁のあるタイプ） - St. Clair通りの路面電車で使用
- 片流れ屋根または筒型ヴォールト - いくつかはDaytech製ViacomとCBS施工であり、スカボローなどの郊外にある。
  - 筒型ヴォールト（道路側のみに壁のあるタイプ - 路面電車の路線のうちいくつかで使用されている。
- 平屋根 - トロント市によって設置された古いタイプ。エトビコで見ることができる。
  - うち大型のもの（長さが4連のもの）はスパダイナ線で利用されている。
- このほか一番古いタイプの屋根付きのバス停が郊外で使用されている。

オッターループ線（アヴェニュー通りとローレンス通りの南）にある屋根付き停留所は、1940、50年代から現存する唯一のバス停である。このループ線とバス停が設備更新されないのは、所有者がトロント交通局でないからである。
2013年現在、ソーラーパネルと電光掲示板を搭載し、次の車輌が到着するまでの時間を表すことができる停留所が路面電車の路線を筆頭に設置されている。

### 車庫
バスと路面電車は市内に跨る多数の車庫によって運営されており、複数の営業所に分割されている。それぞれの営業区域に整備士、当直運行マネージャーがおり、無線センターにより運行を管理している。

### 本部
本部事務所は1900番ヤング通り（デイヴィスヴィルとの交差点）にあり、その建物は1957年に竣工したWilliam McBrien Buildingとして知られている。以前の本部事務所はヤング通り×フロント通りにあった。
本部事務所を4050番ヤング通り（ヨークミルズ道路近く）に新たに建設し移転させる案がある。ここはヨークミルズ駅の通勤用駐車場である。トロント建設局は建設費をいくらか負担して移設を支援するとしているが、多くの市長選候補者により反対意見が出されている現状である。

### 通勤用駐車場（パーク・アンド・ライド）
市内に30の通勤用駐車場があり、全てが地下鉄の駅沿いにある。合計で13,981台の自動車を停めることが可能である。2009年4月1日から、メトロパス所持者の無料駐車サービスは廃止され、ピーク時に駐車場を使用する場合は料金を払う必要がある。駐車料金は場所によって変動するが、大体の場所で平日午前5時から午後3時までの間の駐車で2ドルから6ドルの範囲である。そのほかの時間、曜日は無料で駐車することができる。メトロパス所持者でないと使用できず、また全ての駐車場には屋根がない。

### 車輌とトイレの清掃
地下鉄の主な乗り換え駅10箇所に公共トイレが設置されている。設置されている場所の多くは現在の終点か、かつて延伸前に終点だった場所である。全て改札内にあるため、入場しなければトイレを使うことができない。
2012年初頭から、清掃スケジュールに沿って、乗客満足度向上のために、タイルや水回りの設備の取替を筆頭としたトイレの改修が行われていた。最初に完了したのはフィンチ駅とキプリング駅で2月、その他の駅トイレの工事は6月で完了した。
改修箇所の例:
- 壁と床のタイル張替え
- ヒーターの取り換え
- 換気扇
- ダイソン製新型ハンドドライヤー
- 自動感知式の洗面台
- ソープディスペンサー
- 便器や洗面台などの水回り設備の取り換え
- 個室用間仕切りの取り換え
- 取り外し可能なゴミ箱に取り換え
- 新しい案内板と照明に取り換え

イズリントン駅にもトイレがあったが、現在は閉鎖されており、改修工事の予定もない。
トイレは毎日運行時間中に90分かけて行われている。
地下鉄車輌では、試験的にカレッジ駅とオスグット駅の間で清掃員が掃除を行っている。通常の清掃業務はフィンチ駅とキプリング駅で、ラッシュアワー以外の時間に行われている。

## 従業員
労働力として12,000人が働いており、ほとんどは運転士であるが、マネージャーやカスタマーサービスとして、また重要なインフラや車輌の整備のために熟練した整備工も多く働いている。2008年10月、交通局はカナダで広く読まれている新聞トロント・スターにおいてGTAの中で最も働きやすい環境トップ10にランクインした。

### 労働争議
1952年から8回、労働組合によるストライキが行われている。
- 1952年 - 19日間.
- 1970年 - 12日間.
- 1974年 - 23日間（8月）

運行再開は、州によって職務に戻るように法律が整備されたためであり、初めてストライキによって州に影響を与えた。
- 1978年 - 8日間

運行再開理由は上記と同じ。
- 1991年 - 8日間（9月）
- 1999年 - 2日間（4月）

運行再開理由は上記と同じ。
- 2006年 - 1日間（5月29日）
- 2008年 - 2日間（4月26日午前12時1分から）

2011年3月30日に、オンタリオ州は交通インフラの機能停止を避けるために、労働者のストライキとロックアウトを行う権限を剥奪する法案を可決した。

## 主要な事故・事件

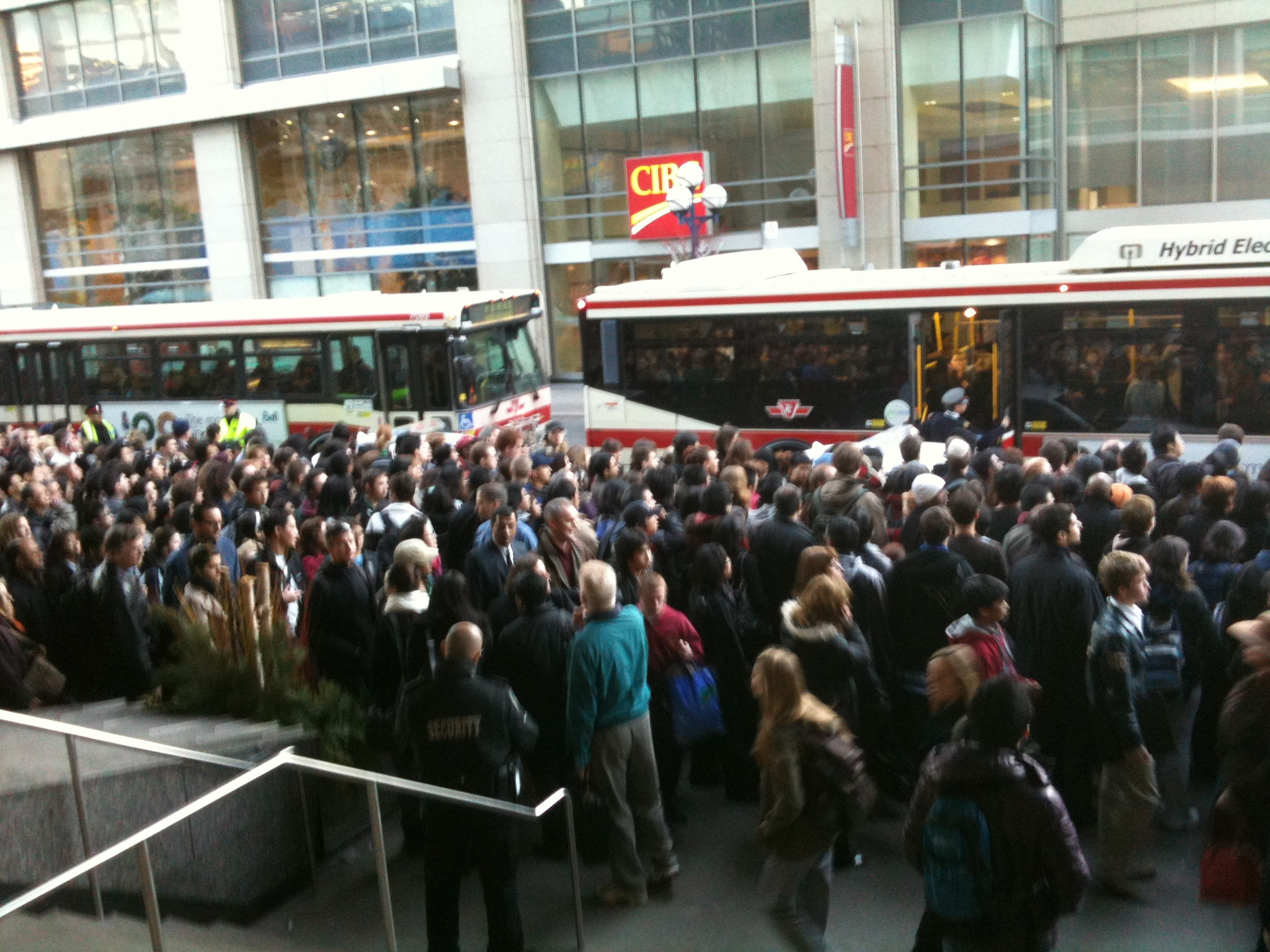
15分以上の運行停止が見込まれる場合、代行バスが運行されることが多い。

一般には安全だと言われているトロントの交通システムだが、1954年より複数の大きな事故を経験している。
- 1963年3月27日、6両の地下鉄車輌が出火により焼失した。ユニオン駅近くの引込線での出来事であった。乗客は避難して無事だった[45]。
- 1975年12月12日、ウォーデン駅のすぐ東にあるウォーデン通りの踏切で、セントクレア通りを運行していたバスとGOトランジットの電車が衝突し、9人が死亡、20人以上が負傷した。この事件は交通局とGOトランジットの歴史において死者が最も多い事件となった。この事件の影響で、この踏切は数年後に立体交差化された。
- 1976年10月15日、クリスティー駅において放火事件が発生し、車輌は焼失、駅設備にも深刻な被害が与えられた。現在も、プラットフォームの中程に、特殊な色をしたタイルが放火の証拠として残っている。この事件によりクリスティー駅を含む区間が2日間運行停止となった[46][47]。
- 1995年8月11日、ラッセルヒル地下鉄事故で3人が死亡、30人以上が負傷した。この他に100名が負傷したとして数えられている。この事件は信号システムなどの不備などが重なり、先行の停車中の列車に、後発の列車が追突したものである。
- 1995年後半、ヴィクトリア・パーク駅にて、駅員が強盗により殺された。4ヶ月後、エイドリアン・キンキードが別の2件の殺人事件により逮捕され、この事件にも関与していることが分かった。合計3つの罪により現在終身刑に服役中である[48]。
- 1997年9月27日、23歳の女性がダンダス駅にて、電車到着時に線路に突き飛ばされ死亡した。ハーバート・チャンが2回めの殺人で逮捕され、統合失調症と診断されたあと、15年間の服役中である[49]。
- 1999年1月2日から4日までの間、非常に強い吹雪がオンタリオ州中心とアメリカ東海岸を襲った。これにより市と交通システムに甚大な被害をもたらし、交通インフラに混乱が生じた。数日後主要な路線は復旧し、交通局は新たに雪の日の運行ポリシーを制定するに至った[50]。
- 2000年12月8日、ごみ運搬車輌が、オールド・ミル駅付近を運行中に出火し、車輌は完全に焼失、駅も2日間閉鎖された。その事故以来、交通局は駅のゴミの回収に電車を使うことをやめ、運搬トラックを使用している[51]。
- 2003年8月14日午後4時15分（東部標準時）、北米大陸東部でコンピュータ制御に起因する大規模な停電が発生し、カナダとアメリカ北東部に深刻な影響を与えた。トロントも他の都市と同じように、全てのインフラが停止した。18編成の電車が駅間で停車し、停電のため乗客の避難が不可能となった（他の電車については駅内、あるいは駅の近くに停車していたため避難が可能だった）[52]。路面電車はその場で停止し、バスは信号が消灯しているなかで引き起こされた大規模な渋滞により混乱していた。8月18日まで運行が再開されず、これは歴史上で最も長い停止期間である。これにより、交通局は新たに災害対策マニュアルを制定するに至った。
- 2007年4月23日、事業車が電線と除去し忘れていた作業場に乗り上げ、アスベスト除去を行っていた整備工1人が死亡、ほか数人が負傷した。これにより交通局に労働健康安全指標に反しているとして250,000ドルの罰金が課せられた[53][54]。後の調査で死亡した運転士は大麻を吸引していたことが明らかとなった[55]。
- 2011年5月13日、2台のバスがウィルソン駅のターミナルで衝突した。
- 2011年8月30日午後2時30分、ドンミルズ駅行きのバスがローレンス通りとヴィクトリア・パーク通りの間で、クレーン車を運んでいたトラックに追突し、乗っていた女性が死亡した[56]。少なくとも13人がこの事故により負傷している[57][58][59]。このバスの運転士は安全確保義務の怠慢と大麻の所持で逮捕された。事故のとき、彼の荷物に大麻が発見された[60][61][62]。
- 2012年7月22日、クイーン通りにおいてバスがビルに突っ込み、2人が負傷した。このバスは突っ込む前に車とタクシーをそれぞれ巻き込んでいる[63][64]。
- 2012年9月14日の始発時間のに、2人の整備士がヨークデール駅でメンテナンス用の事業車に轢かれ、1人は死亡、もう1人は重い怪我を負った。現場検証のために、多くの電車が車庫で出発を待たされ、朝のラッシュアワーに大きな影響を及ぼした[65]。
- 2013年8月13日午前11時30分、スティールズ通りで、コンテナトラックが出発を待っていたバスと正面衝突して、1人が死亡、12人が負傷した[66]。

### 自殺
交通局は、ウェルテル効果による新たな自殺者の増加を懸念し、長らく自殺に関する情報や統計を利用者やメディアに通達しない方針を貫いていた。2008年、Toronto Sun（新聞）はオンタリオ州情報人権委員会に1998年から2007年までの自殺者関連の統計を公表するように年単位での請願を行っていた。委員会はこれを受け入れ、2009年11月26日に公表可能な情報が一般にリリースされた。
1998年から2007年までの間で、150人が接近する電車に飛び込んで死亡している。1954年、ヤング線が開業した年からの負傷者の数は、偶然や自殺未遂を含めて1,200人である。
自殺者に関する情報が一般に知らされるように決められてから、交通局では安全啓発に取り組んだり、後述のCrisis Linkを設置して自殺者を増やさないように取り組んでいる。交通局の門番プログラムは駅など前線で働くスタッフのための内部プログラムで、利用者が自殺をする兆候を見せた場合、そうしないように誘導（カウンセリング）するか、最低でも飛び込ませないようにするものである。また市内の病院や教育機関と協定を結んでおり、上記のプログラムの内容向上や、カウンセリングなどにおいて協力関係にある。交通局は今でも自殺者関連の統計を発表しない方針である。しかし、2010年2月、2008年と2009年の自殺者統計が自殺防止プログラムと絡めて一般にリリースされた。

#### Crisis Link
2011年6月、駅の中で自殺を考えている人のためにCrisis Linkと呼ばれるプログラムを導入した。これは特別なワンタッチ・ダイアルボタンがDWAにある公衆電話にあり、これを押すと24時間待機しているカウンセラーに無料でつながるというものである。Crisis Linkがあることを示す標識や広告は、DWA以外にも自殺が起きやすいとされる場所に設置されている。現在では全部で141の構内公衆電話に設置され、200枚のポスターにより告知されている。

#### 統計
1998年から2009年の自殺者数統計は以下のとおりである。（単位は人）:
| Year | 死亡者数 | 未遂者数 | 合計 |
| ---- | -------- | -------- | ---- |
| 1998 | 12       | 13       | 25   |
| 1999 | 22       | 4        | 26   |
| 2000 | 21       | 12       | 33   |
| 2001 | 12       | 17       | 29   |
| 2002 | 16       | 11       | 27   |
| 2003 | 17       | 9        | 26   |
| 2004 | 15       | 8        | 23   |
| 2005 | 14       | 6        | 20   |
| 2006 | 8        | 11       | 19   |
| 2007 | 13       | 9        | 22   |
| 2008 | N/A ♦    | N/A ♦    | 19   |
| 2009 | N/A ♦    | N/A ♦    | 18   |

♦ 死者数と未遂者数の振り分けがなされていないため。